# Buque portacontenedores

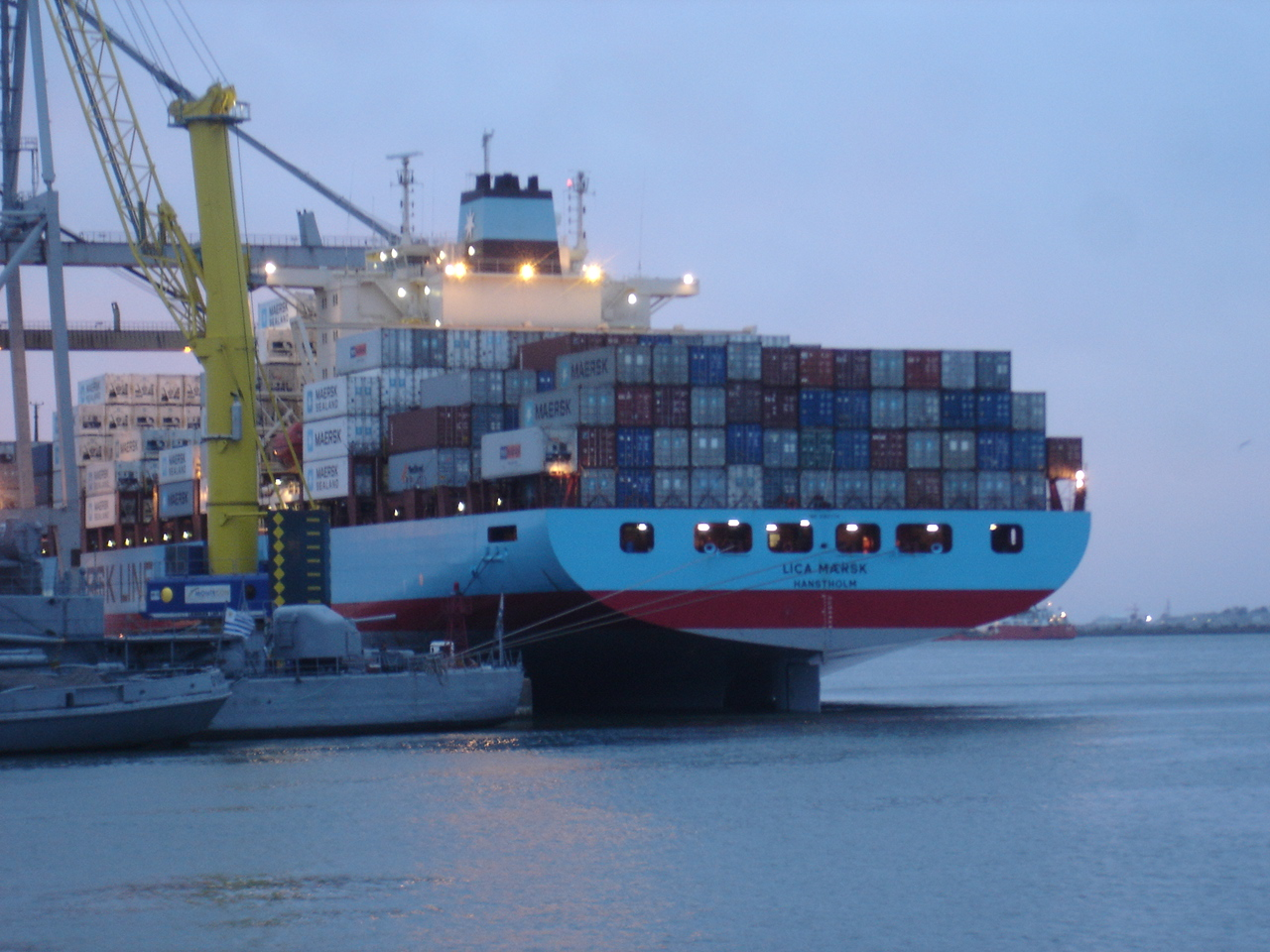
El carguero Lica Maersk, en el puerto de Montevideo.

Los buques portacontenedores o, simplemente, portacontenedores son aquellos buques encargados de transportar carga en contenedores homologados; se utilizan para transportar todo tipo de mercancías por todo el mundo. Los contenedores son los que se pueden ver habitualmente en los puertos cargándose y descargándose con grúas específicas.
Los buques portacontenedores suelen estar equipados únicamente con motores diésel (a gasóleo) y una tripulación que puede variar de 20 a 40 personas. El alojamiento de la tripulación y el puente de mando están situados en unos emplazamientos que forman la «torre», ubicada normalmente en la popa del buque (en algunos casos algo más avanzada) por encima de la sala de máquinas.
Los primeros portacontenedores fueron construidos modificando petroleros, que a su vez surgieron de la transformación de buques clase Liberty surplus de la Segunda Guerra Mundial, entrando en servicio el primero en 1956.  Hoy, sin embargo, estos buques son una clase propia y forman parte de los barcos más grandes del mundo, junto con los superpetroleros y los portaaviones.

## Historia

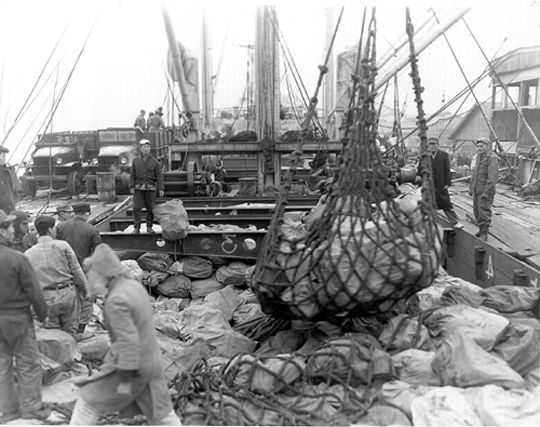
Los portacontenedores evitan las complejas operaciones de estibado de carga general unitaria.

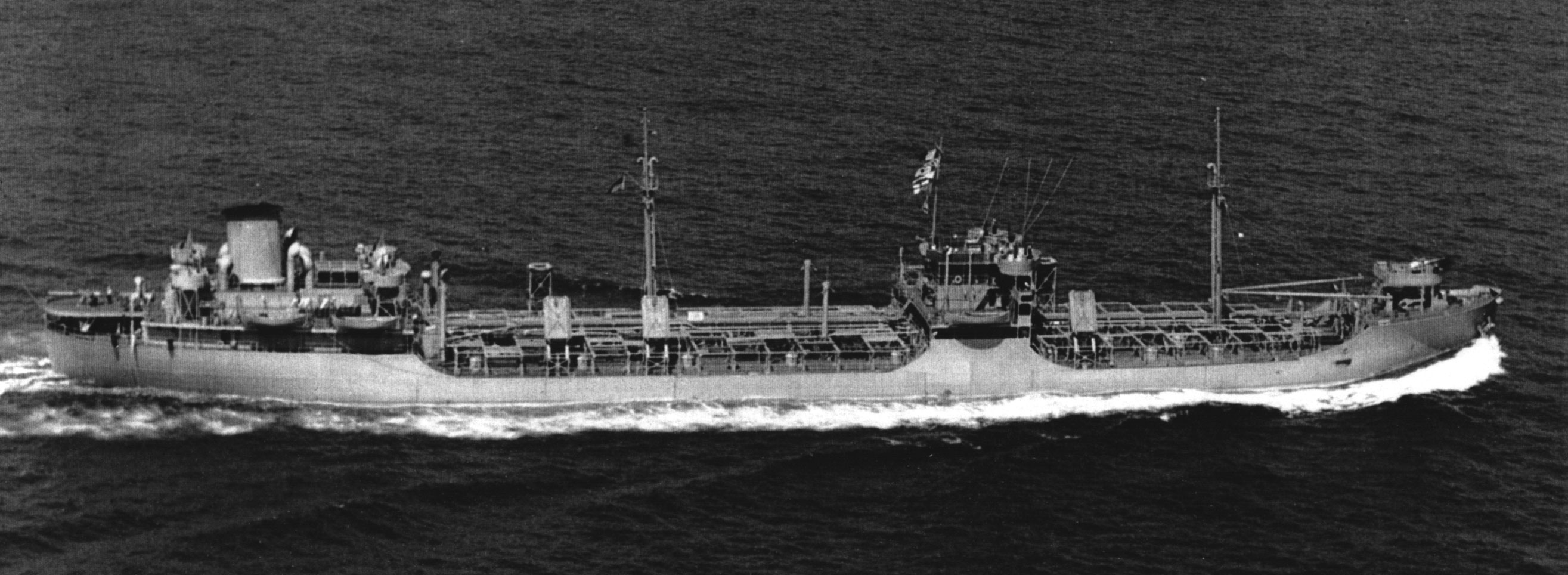
Los primeros buques portacontenedores fueron convertidos a partir de petroleros T2 remanentes en la década de 1940 después de la Segunda Guerra Mundial.

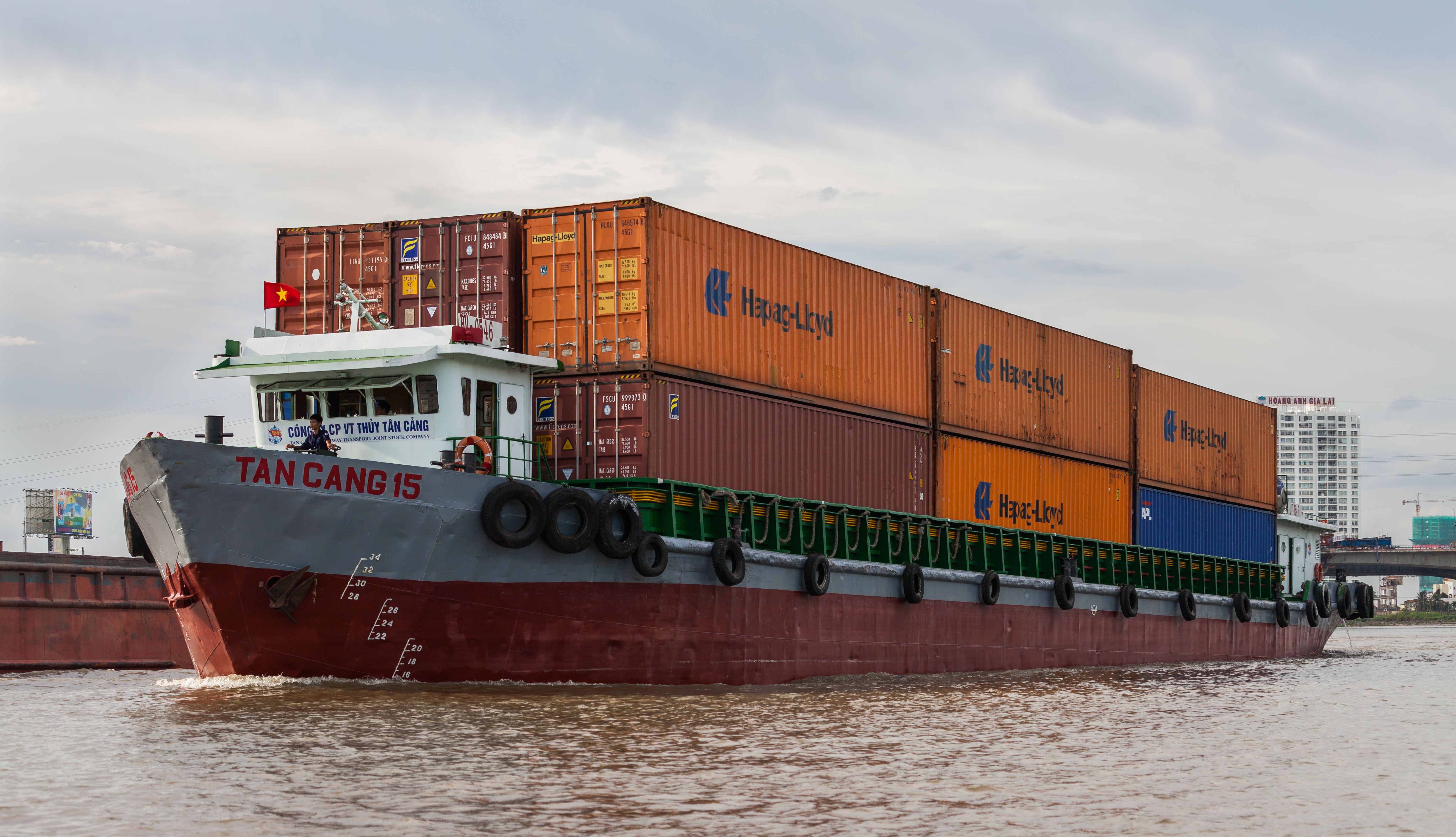
El buque portacontenedores Tan Cang 15 en el Río Saigón en Ciudad Ho Chi Minh, Vietnam

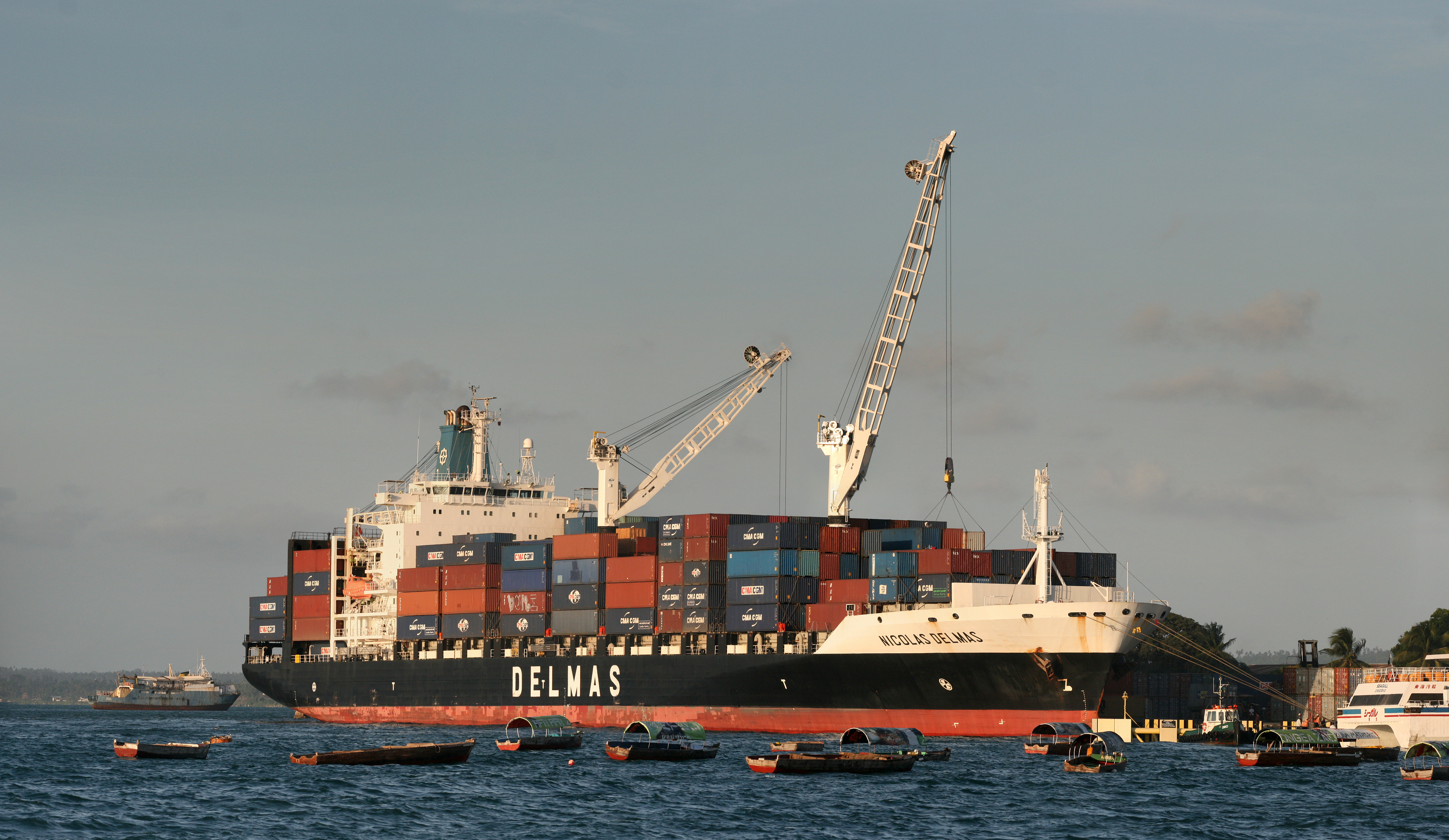
Un potacontenedor Delmas descargando en el puerto de Zanzíbar en Tanzania.

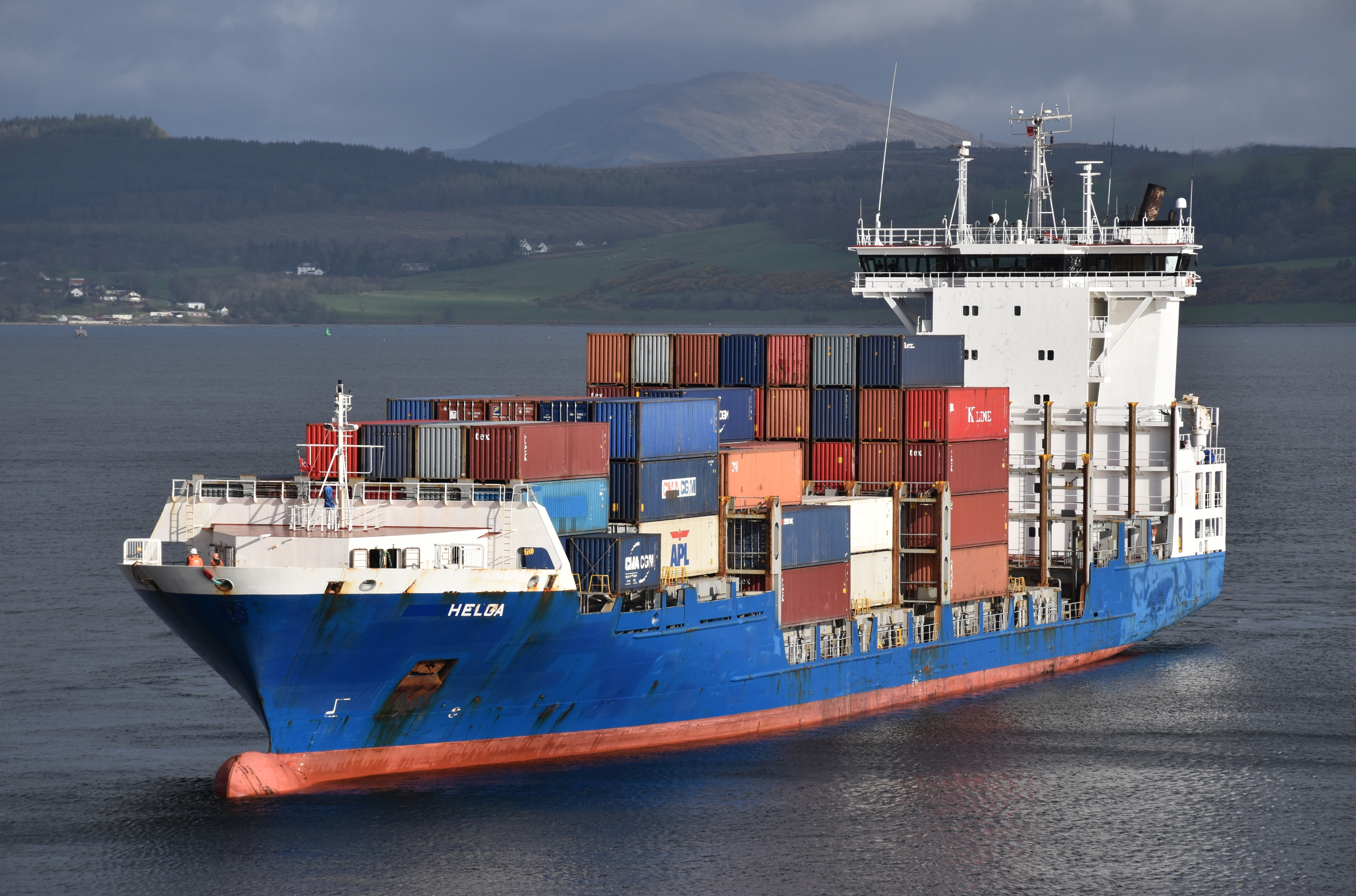
El buque portacontenedores Helga llegando a Greenock.

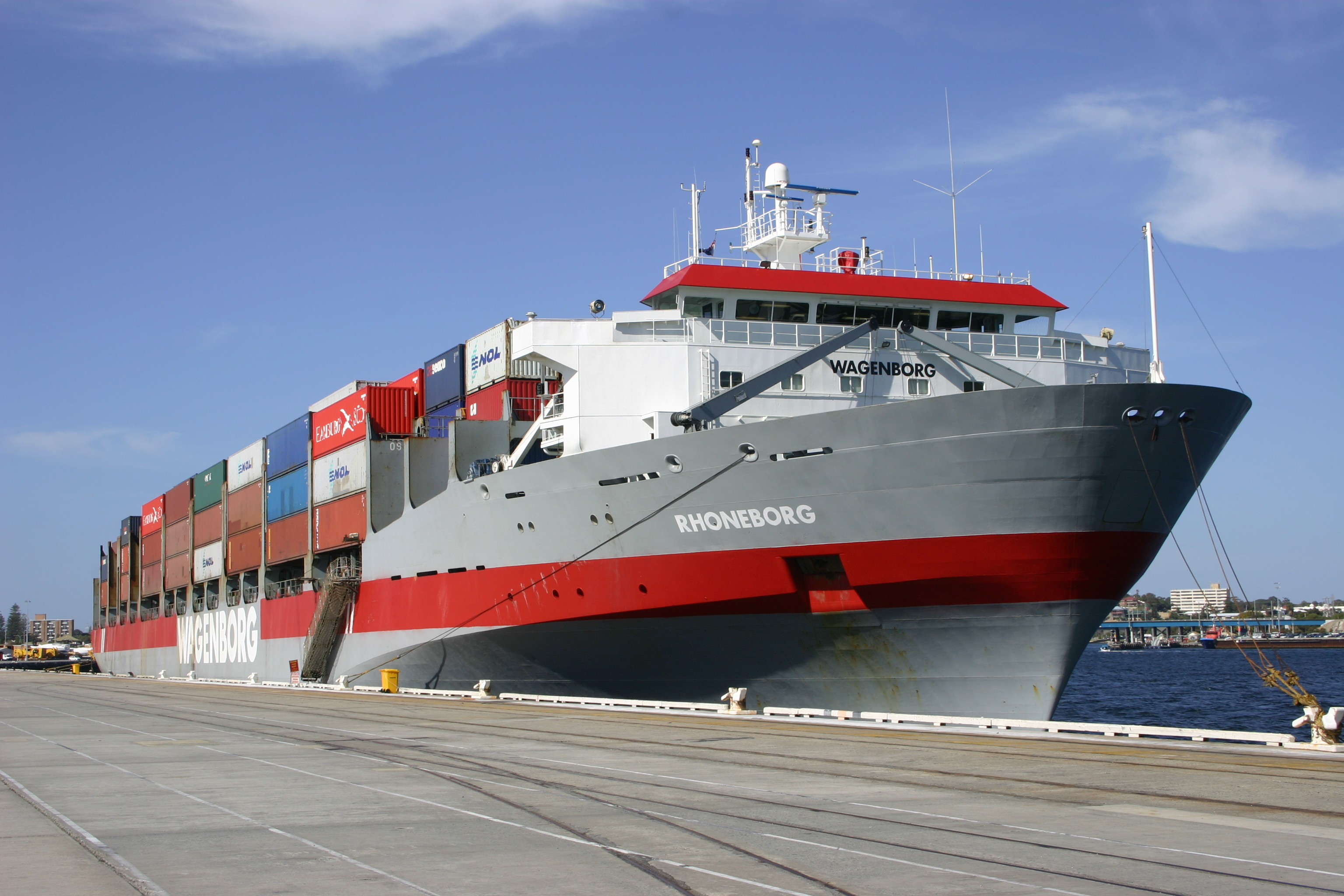
Contenedor de techo abierto Rhoneborg en Fremantle.

Hay dos tipos principales de carga seca: carga a granel y carga fraccionada. Las cargas a granel, como el grano o el carbón, se transportan sin embalar en el casco del buque, generalmente en gran volumen. Las cargas fraccionadas, por otro lado, se transportan en paquetes, y generalmente son productos manufacturados. Antes de la llegada de la contenedorización en la década de 1950, los artículos a granel se cargaban, amarraban, desamarraban y descargaban del barco una pieza a la vez. Sin embargo, al agrupar la carga en contenedores, 1000 a 3000 pies cúbicos (28,3 a 85,0 m³) de carga, o hasta aproximadamente 64 000 libras (29 029,9 kg), se traslada de una vez y cada contenedor se fija al buque una vez de forma estandarizada. La contenedorización ha aumentado la eficiencia del traslado de las cargas tradicionales a granel de forma significativa, reduciendo el tiempo de envío en un 84 % y los costes en un 35 %. En 2001, más del 90 % del comercio mundial de mercancías no a granel se transportó en contenedores ISO. En 2009, casi una cuarta parte de la carga seca mundial se envió en contenedores, un valor estimado de 125 millones de TEU o 1.190 millones de toneladas de carga.
Los primeros barcos diseñados para transportar unidades de carga normalizadas se utilizaron a finales del siglo XVIII en Inglaterra. En 1766 James Brindley diseñó el barco caja "Starvationer" con 10 contenedores de madera, para transportar carbón desde Worsley Delph a Mánchester a través del canal de Bridgewater. Antes de la Segunda Guerra Mundial, los primeros buques portacontenedores se utilizaron para transportar el equipaje del tren de pasajeros de lujo de Londres a París (para el tren Flecha de Oro de la Southern Railway Co.). Estos contenedores se cargaban en Londres o París, y se transportaban a los puertos de Dover o Calais en vagones planos. En febrero de 1931, se botó el primer buque portacontenedores del mundo; el Autocarrier, propiedad de Southern Railway UK. Disponía de 21 ranuras para contenedores de Southern Railway.
Los primeros buques portacontenedores después de la Segunda Guerra Mundial fueron petroleros reconvertidos, construidos a partir de los excedentes de los petroleros T2 después de la Segunda Guerra Mundial. En 1951, los primeros buques portacontenedores construidos expresamente comenzaron a operar en Dinamarca, y entre Seattle y Alaska. El primer portacontenedores con éxito comercial fue Ideal X, un petrolero T2, propiedad de Malcom McLean, que transportó 58 contenedores metálicos entre Newark, Nueva Jersey y Houston, Texas, en su primer viaje. En 1955, McLean convirtió su empresa, McLean Trucking, en una de las mayores flotas de cargueros de Estados Unidos. En 1955, compró la pequeña Pan Atlantic Steamship Company a Waterman Steamship y adaptó sus buques para transportar la carga en grandes contenedores metálicos uniformes. El 26 de abril de 1956, el primero de estos buques portacontenedores reconstruidos, el Ideal X, salió del Puerto de Newark en Nueva Jersey y se produjo una nueva revolución en el transporte marítimo moderno.
El MV Kooringa fue el primer portacontenedores totalmente celular del mundo y fue construido por la empresa australiana Associated Steamships Pty. Ltd., en colaboración con McIlwraith, McEacharn & Co, y fue puesto en servicio en mayo de 1964.
Los buques portacontenedores eliminan las escotillas, bodegas y separadores individuales de los buques de carga general tradicionales. El casco de un buque portacontenedores típico es un enorme almacén dividido en celdas por carriles guía verticales. Estas celdas están diseñadas para albergar la carga en unidades preempaquetadas: los contenedores. Los contenedores suelen ser de acero, pero también se utilizan otros materiales como el aluminio, la fibra de vidrio o la madera contrachapada. Están diseñados para ser transferidos en su totalidad a y desde pequeños transportistas costeros, trenes, camiones o semirremolques (por lo que son transportados por diferentes modos de transporte durante un mismo viaje, de ahí el nombre de transporte intermodal). Hay varios tipos de contenedores y se clasifican según su tamaño y funciones.
En la actualidad, cerca del 90 % de la carga no a granel del mundo se transporta en contenedores, y los buques portacontenedores modernos pueden transportar más de 24.000 TEU. Como clase, los portacontenedores rivalizan ahora con los petroleros y los graneleros como los mayores buques comerciales del océano.
Aunque la contenedorización causó una revolución en el mundo del transporte marítimo, su introducción no fue fácil.  Los puertos, las compañías ferroviarias y los transportistas estaban preocupados por los enormes costes de desarrollo de la infraestructura portuaria y ferroviaria necesaria para el manejo de los buques portacontenedores y para el movimiento de los contenedores en tierra por ferrocarril y carretera. Los sindicatos estaban preocupados por la pérdida masiva de puestos de trabajo entre los trabajadores de los puertos y de los muelles, ya que los contenedores iban a eliminar seguramente varios trabajos manuales de manipulación de la carga. Tuvieron que pasar diez años de batallas legales antes de que los buques portacontenedores entraran en servicio a nivel internacional. En 1966, comenzó un servicio de contenedores de línea desde Estados Unidos a la ciudad holandesa de Róterdam. La contenedorización no sólo cambió la cara del transporte marítimo, sino que también revolucionó el comercio mundial. Un buque portacontenedores puede cargarse y descargarse en pocas horas, frente a los días que tarda un buque de carga tradicional. Esto, además de recortar los costes de mano de obra, ha reducido enormemente los tiempos de envío entre puertos; por ejemplo, un envío tarda unas semanas en lugar de meses en llegar de la India a Europa y viceversa. Ha dado lugar a menos roturas debido a una menor manipulación; también hay menos peligro de que la carga se desplace durante el viaje. Como los contenedores están sellados y sólo se abren en el destino, se han reducido mucho los robos.
La contenedorización ha reducido los gastos de envío y el tiempo de transporte, lo que a su vez ha contribuido al crecimiento del comercio internacional. La carga que antes llegaba en cartones, cajas, fardos, barriles o sacos, ahora viene en contenedores sellados de fábrica, sin que el ojo humano pueda saber su contenido, salvo por un código de producto que las máquinas pueden escanear y los ordenadores rastrear. Este sistema de seguimiento ha sido tan exacto que se puede cronometrar la llegada de un viaje de dos semanas con una precisión de menos de quince minutos. Ha dado lugar a revoluciones como la entrega garantizada a tiempo y la fabricación justo a tiempo. Las materias primas llegan de las fábricas en contenedores precintados menos de una hora antes de que se necesiten en la fabricación, lo que permite reducir los gastos de inventario.
Los mayores buques portacontenedores de la actualidad miden 400 metros (1312,3 pies) de eslora. Transportan cargas equivalentes a la capacidad de carga de entre dieciséis y diecisiete buques de carga anteriores a la Segunda Guerra Mundial.

## Accidentes, pérdida de carga y problemas de seguridad

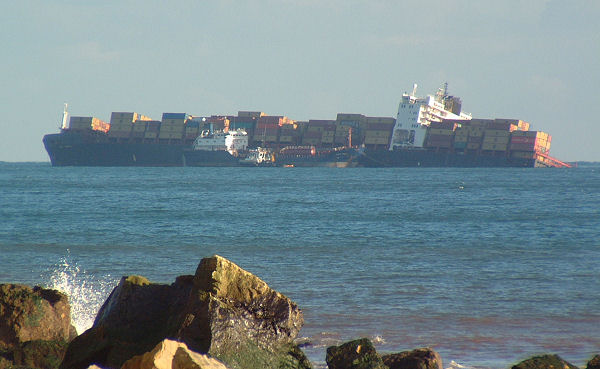
El MSC Napoli parcialmente volcado en 2007. En ocasiones, los buque portacontenedores que sufren un accidente por un golpe de viento, colisión, olas o una vía de agua, pierden parte de su carga.

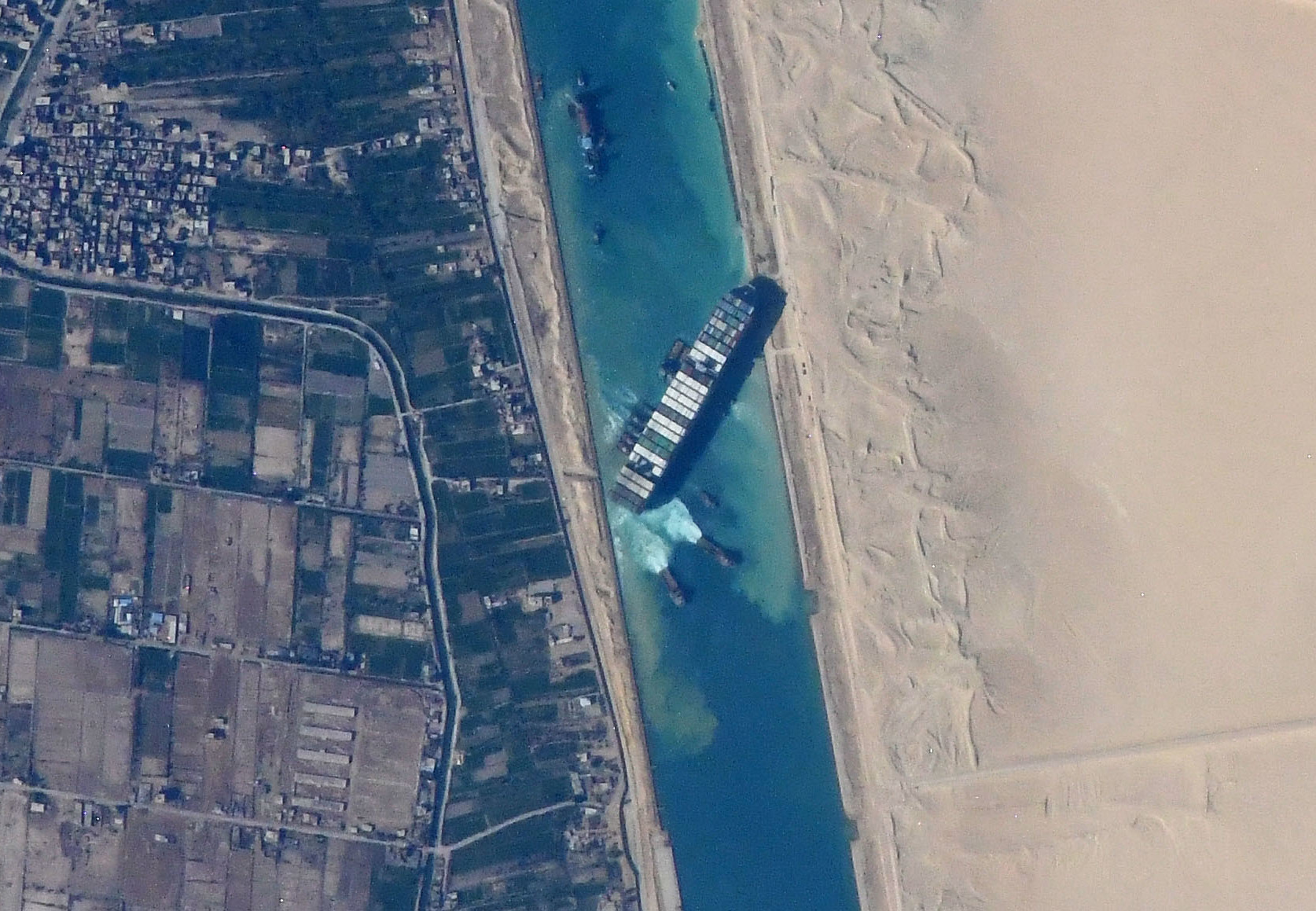
El Ever Given bloqueando el canal de Suez en el año 2021.

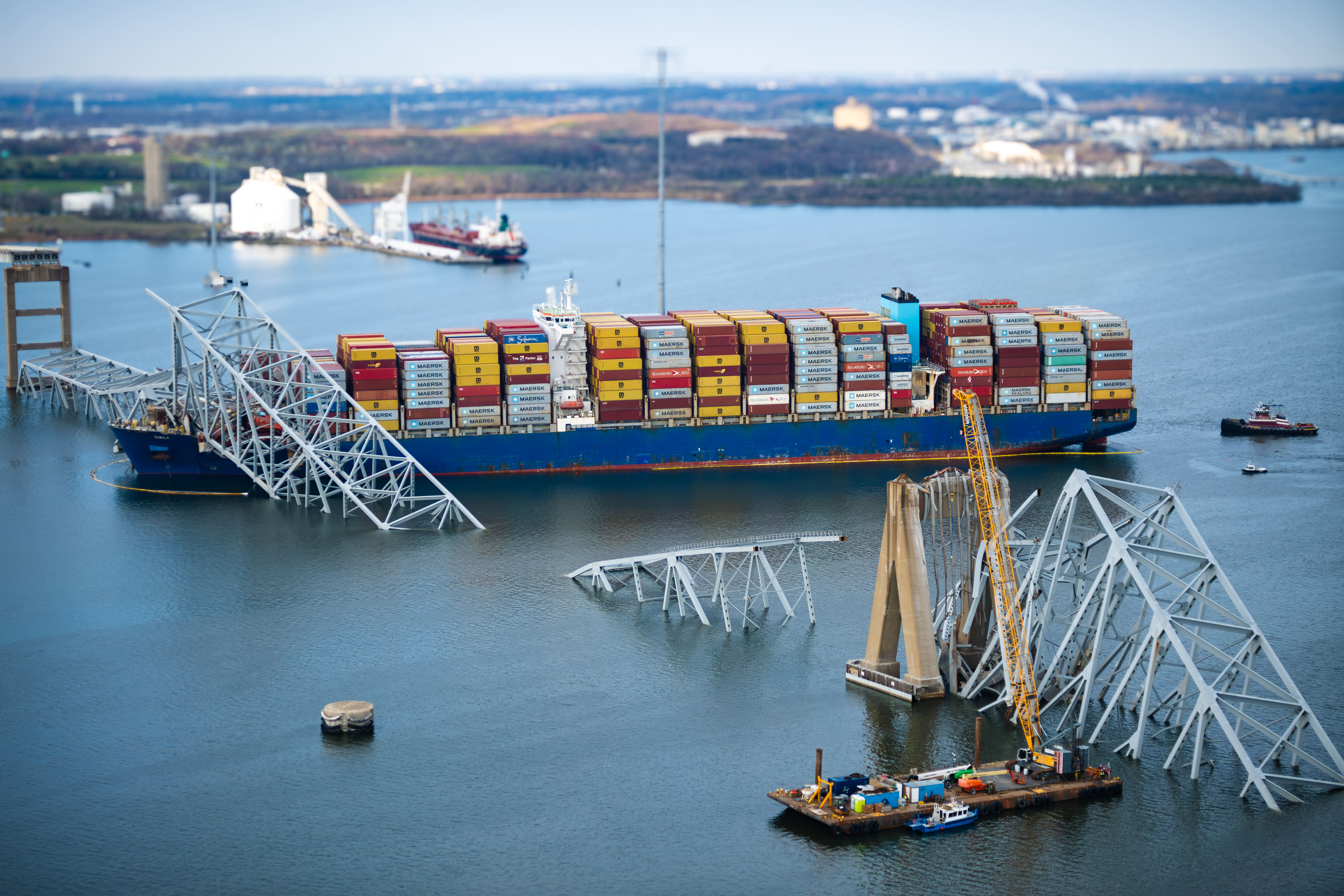
El MV Dali, accidentado en 2024 tras chocar contra un puente.

## Astilleros

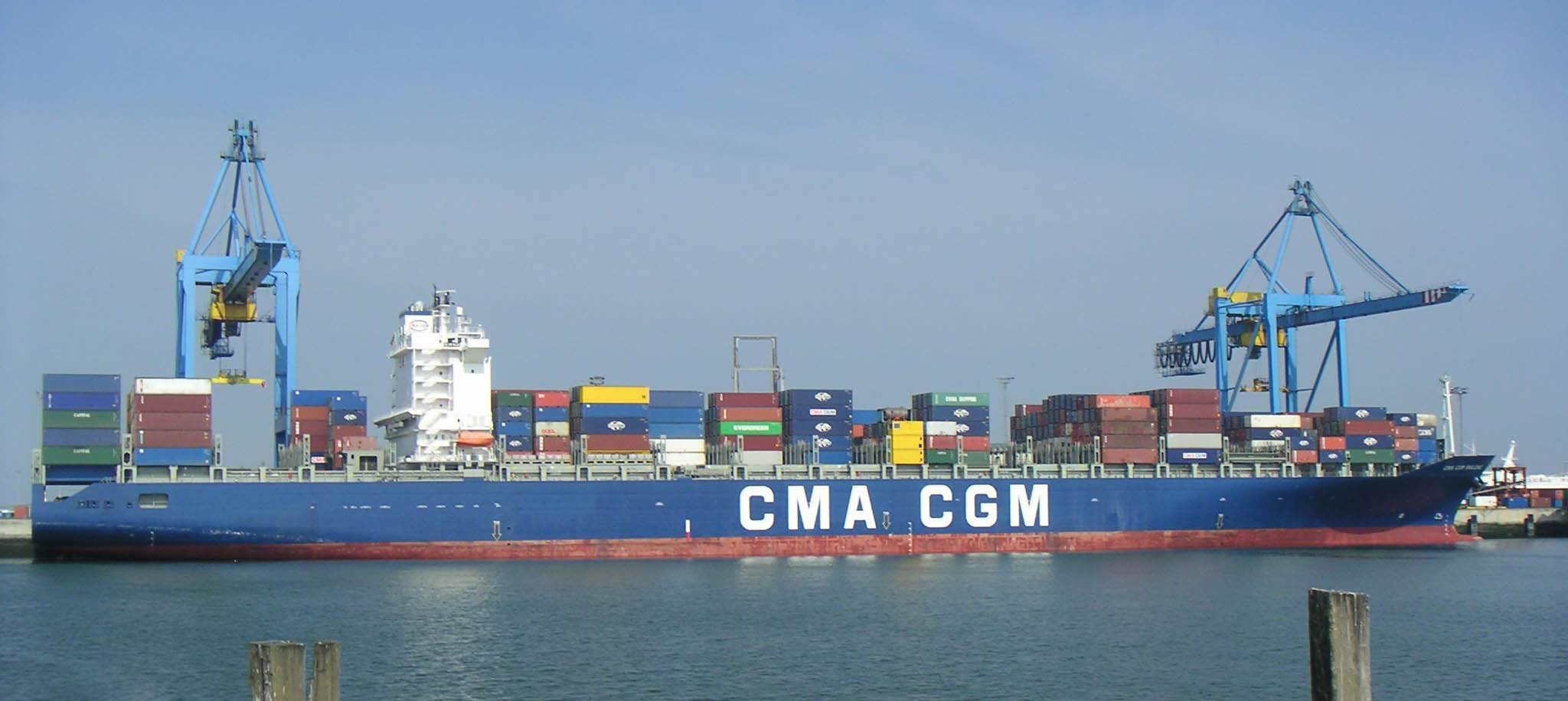
Buque portacontenedores «CMA CGM Balzac» en el puerto de Zeebrugge en Bélgica.

## Portacontenedores de mayor tamaño

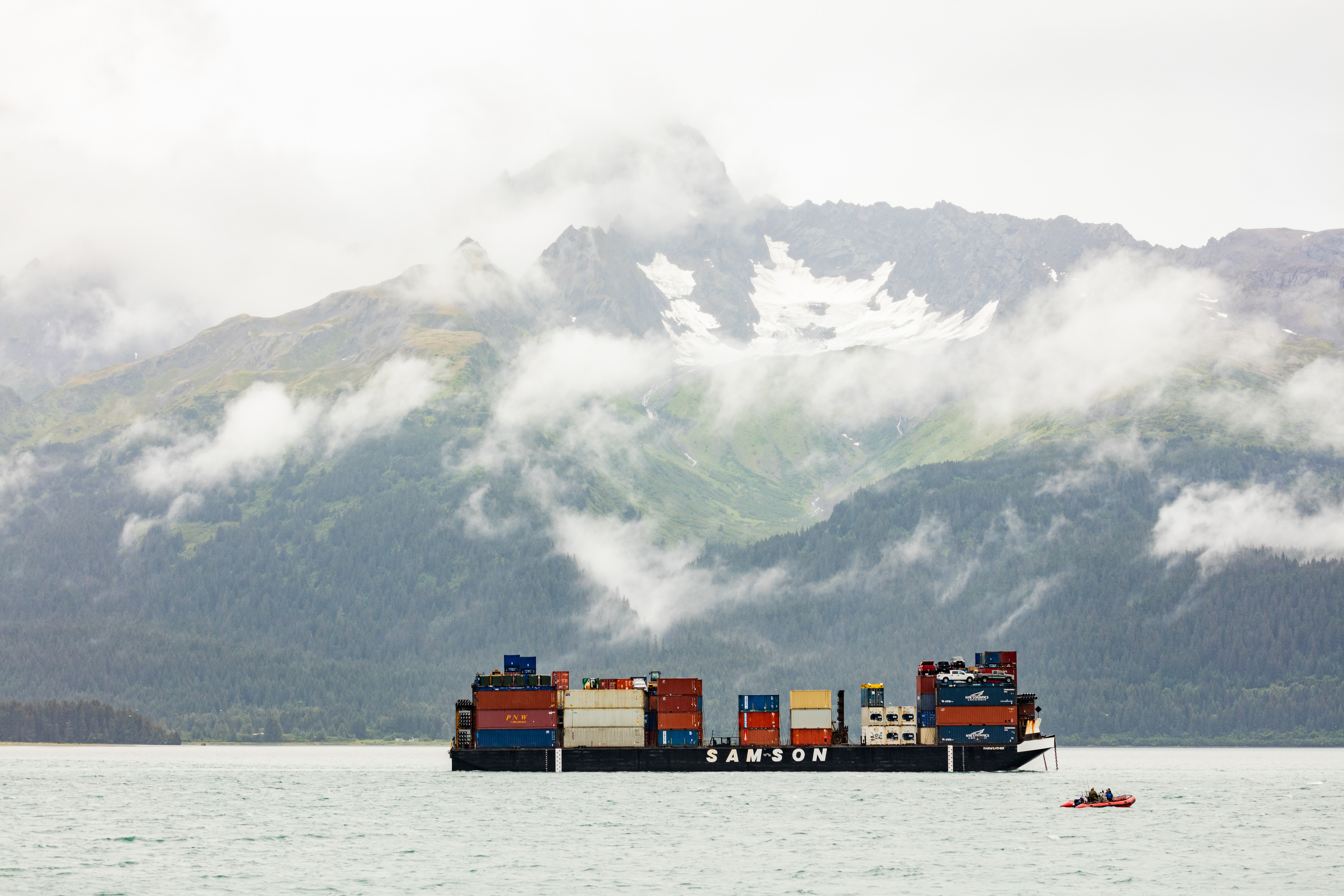
Portacontenedores llegando a Seward, Alaska.

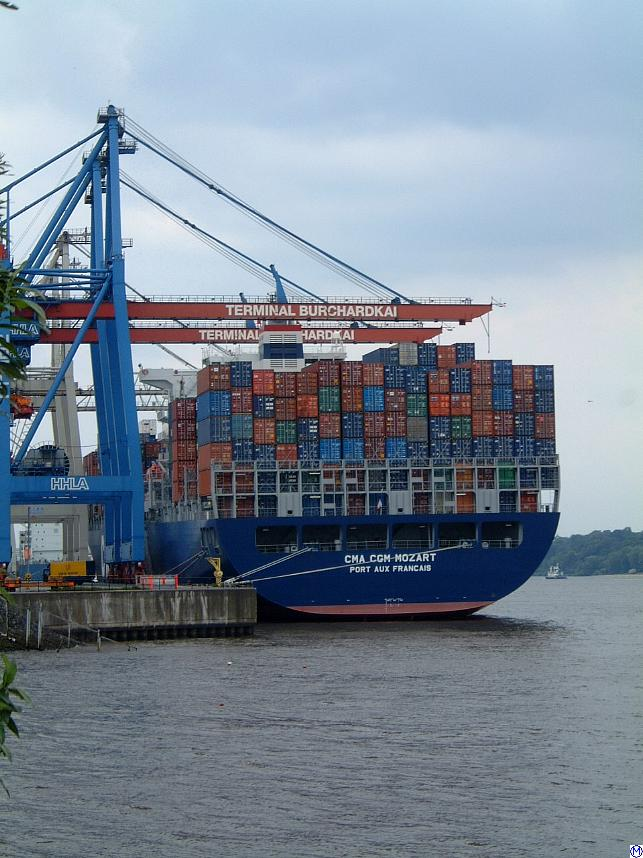
Un buque portacontenedores y su cargamento en los muelles de Hamburgo.

| Año  | Nombre                           | Eslora   | Manga   | Capacidad en TEU | BRT     | Compañía                            |
| ---- | -------------------------------- | -------- | ------- | ---------------- | ------- | ----------------------------------- |
| 2021 | Ever Ace                         | 400,00 m | 61,53 m | 23.992           | 241.960 | Evergreen Line/Taiwán               |
| 2020 | HMM Algeciras                    |          |         | 23.964           |         |                                     |
| 2020 | HMM Oslo                         |          |         | 23.820           |         |                                     |
| 2019 | MSC Gülsün                       |          |         | 23.756           |         |                                     |
| 2019 | MSC Mina                         |          |         | 23.656           |         |                                     |
| 2020 | CMA CGM Jacques Saadé            |          |         | 23.112           |         |                                     |
| 2017 | OOCL Hong Kong                   |          |         | 21.413           |         |                                     |
| 2018 | COSCO Shipping Universe          |          |         | 21.237           |         |                                     |
| 2018 | CMA CGM Antoine de Saint Exupery |          |         | 20.954           |         |                                     |
| 2017 | Madrid Mærsk                     |          |         | 20.568           |         |                                     |
| 2018 | Ever Golden                      |          |         | 20.388           |         |                                     |
| 2013 | Mærsk Mc-Kinney Møller           | 400,00 m | 59 m    | 18.270           | /       | Maersk Line/Dinamarca               |
| 2008 | Eugen Maersk                     | 398,00 m |         | 13.500           | /       |                                     |
| 2006 | Eleonora Maersk                  | 397,00 m | 56,00 m | 11.000           | /       | Maersk Sealand/Dinamarca            |
| 2006 | Estelle Maersk                   | 397,00 m | 56,00 m | 11.000           | /       | Maersk Sealand/Dinamarca            |
| 2006 | Emma Maersk                      | 397,00 m | 56,00 m | 11.000           | /       | Maersk Sealand/Dinamarca            |
| 2005 | Colombo Express                  | 335,07 m | 42,87 m | 8.750            | 94.750  | Hapag-Lloyd/Alemania                |
| 2004 | CSCL Europe                      | 334,00 m | 42,80 m | 8.498            | 99.500  | China Shipping Container Line/China |
| 2003 | OOCL Shenzhen                    | 322,97 m | 42,80 m | 8.063            | 89.097  | OOCL/Hong Kong                      |
| 2003 | Axel Maersk                      | 352,10 m | 42,80 m | 7.226 (8.300)    | 93496   | Maersk Sealand/Dinamarca            |
| 1997 | Sovereign Maersk                 | 346,98 m | 42,80 m | 6.600 (8.000)    | 91.500  | Maersk Line/Dinamarca               |
| 1996 | Regina Maersk                    | 318,24 m | 42,80 m | 6.000 (7.000)    | 80.500  | Maersk Line/Dinamarca               |
| 1995 | OOCL Hongkong                    | 276,02 m | 40,00 m | 5.344            | 66.046  | OOCL/Hongkong                       |
| 1991 | Hannover Express                 | 294,00 m | 32,30 m | 4.639            | 53.783  | Hapag-Lloyd/Alemania                |
| 1988 | Marchen Maersk                   | 294,12 m | 32,22 m | 4.300            | 53.600  | Maersk Line/Dinamarca               |
| 1984 | Louis Maersk                     | 270,00 m | 32,30 m | 3.390 (3.700)    | 53.300  | Maersk Line/Dinamarca               |
| 1981 | Frankfurt Express                | 287,73 m | 32,28 m | 3.430            | 57.540  | Hapag-Lloyd/Alemania                |
| 1972 | Hamburg Express                  | 287,70 m | 32,20 m | 3.010            | 58.088  | Hapag-Lloyd/Alemania                |
| 1972 | Tokyo Bay                        | 289,32 m | 32,26 m | 2.961            | 58.889  | OCL e in seguito P&O/Gran Bretaña   |
| 1971 | Kamakura Maru                    | 290,00 m | 32,20 m | 2.500            | 59.000  | NYK/Japón                           |
| 1970 | Sydney Express                   | 217,00 m | 30,58 m | 1.665            | 27.407  | Hapag-Lloyd/Alemania                |
| 1969 | Encounter Bay                    | 227,31 m | 30,56 m | 1.572            | 28.800  | OCL -- P&O/Gran Bretaña             |